# Maurice Lauré
Maurice Lauré (ur. w 24 listopada 1917 w Marrakeszu, zm. 20 kwietnia 2001 w Neuilly-sur-Seine) – francuski urzędnik państwowy, znany z wprowadzenia taxe sur la valeur ajoutée (podatku od wartości dodanej), którego koncepcję wyłożył w 1920 niemiecki przedsiębiorca Carl Friedrich von Siemens.
Maurice Lauré początkowo był inżynierem; do francuskiej kontroli podatkowej wstąpił po II wojnie światowej. W 1952 został dyrektorem nowego organu podatkowego, który sam pomagał stworzyć.
Idea podatku VAT została szybko przyjęta, ponieważ zmuszała do płacenia podatku również osoby prywatne, a nie, jak było do tego czasu, tylko sprzedawców detalicznych.
Później dołączył do zarządu wielu firm sektora prywatnego, w tym banku.
Był członkiem francuskiej partii politycznej Zgromadzenie na rzecz Republiki.